# Lijst van Ceratobatrachidae
Onderstaand een lijst van alle soorten kikkers uit de familie Ceratobatrachidae. De lijst is gebaseerd op Amphibian Species of the World.
- Soort Alcalus baluensis
- Soort Alcalus mariae
- Soort Alcalus rajae
- Soort Alcalus sariba
- Soort Alcalus tasanae
- Soort Cornufer acrochordus
- Soort Cornufer aculeodactylus
- Soort Cornufer adiastolus
- Soort Cornufer admiraltiensis
- Soort Cornufer akarithymus
- Soort Cornufer batantae
- Soort Cornufer bimaculatus
- Soort Cornufer boulengeri
- Soort Cornufer browni
- Soort Cornufer bufoniformis
- Soort Cornufer bufonulus
- Soort Cornufer caesiops
- Soort Cornufer cheesmanae
- Soort Cornufer citrinospilus
- Soort Cornufer cryptotis
- Soort Cornufer custos
- Soort Cornufer desticans
- Soort Cornufer elegans
- Soort Cornufer gigas
- Soort Cornufer guentheri
- Soort Cornufer guppyi
- Soort Cornufer hedigeri
- Soort Cornufer heffernani
- Soort Cornufer illiardi
- Soort Cornufer latro
- Soort Cornufer macrops
- Soort Cornufer macrosceles
- Soort Cornufer magnus
- Soort Cornufer malukuna
- Soort Cornufer mamusiorum
- Soort Cornufer manus
- Soort Cornufer mediodiscus
- Soort Cornufer mimicus
- Soort Cornufer minutus
- Soort Cornufer montanus
- Soort Cornufer myersi
- Soort Cornufer nakanaiorum
- Soort Cornufer neckeri
- Soort Cornufer nexipus
- Soort Cornufer opisthodon
- Soort Cornufer paepkei
- Soort Cornufer papuensis
- Soort Cornufer parilis
- Soort Cornufer parkeri
- Soort Cornufer pelewensis
- Soort Cornufer punctatus
- Soort Cornuferschmidti
- Soort Cornufersolomonis
- Soort Cornufer sulcatus
- Soort Cornufer trossulus
- Soort Cornufer vertebralis
- Soort Cornufer vitianus
- Soort Cornufer vitiensis
- Soort Cornufer vogti
- Soort Cornufer weberi
- Soort Cornufer wolfi
- Soort Cornufer wuenscheorum
- Soort Liurana alpina
- Soort Liurana medogensis